# 奥托 (巴伦施泰特)

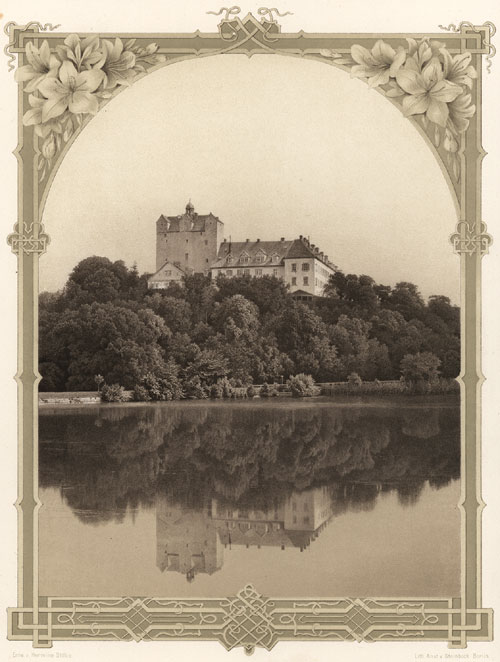
巴伦施泰特城堡，阿斯坎尼家族旧址

巴伦施泰特的奥托（德語：Otto von Ballenstedt，1070年—1123年2月9日），人称富爵（德語：der Reiche），来自阿斯坎尼家族，为巴伦施泰特伯爵、萨克森公爵（后者仅1112年短期在位）。
奥托是阿达尔贝特与阿德尔海德之子，是勃兰登堡边境领的建立者“大熊”阿尔布雷希特一世的父亲。

巴伦施泰特伯爵纹章